# James Scarlett
Trung tá James Richard Scarlett, Nam tước Abinger thứ 8, (28/09/1914–2002) là một quý tộc người Anh.
Scarlett là con trai của Hugh Scarlett và vợ ông Marjorie. Ông đã tốt nghiệp Eton College và Magdalene College, Cambridge, sau đó trở thành Trung tá trong Pháo binh Hoàng gia. Năm 1968, ông được chỉ định làm Phó tá (Deputy Lieutenant) vùng Essex. Ông cũng là Phó chủ tịch Hội Nam tước và là một Hiệp sĩ của "the Order of St. John of Jerusalem".
Chúa tể Abinger đã kết hôn với Isla Carolyn Rivett-Carnac (1925-2011) năm 1957 và có hai người con trai:
- James Harry Scarlett (sinh năm 1959), người nhận tước hiệu sau khi cha qua đời.
- Peter Richard Scarlett (sinh năm 1961)